# Euspondylus monsfumus
Euspondylus monsfumus là một loài thằn lằn trong họ Gymnophthalmidae. Loài này được Mijares-Urrutia, Señaris & Arends mô tả khoa học đầu tiên năm 2001.